# Camille Donda
Pour les articles homonymes, voir Donda.
Camille Donda est une actrice et directrice artistique française.

## Biographie
Essentiellement active dans le doublage, elle est notamment la voix française régulière de Miley Cyrus, et l'une des voix de Brittany Robertson, Dakota Fanning, Emily Osment, Juno Temple, Sydney Park ainsi que la voix de Taylor Momsen dans la série Gossip Girl et du personnage Lilo dans la franchise Lilo et Stitch.
Elle est la fille du comédien Jean-Claude Donda.

## Filmographie

### Cinéma

#### Courts métrages
- 2011 : Missing Jim de Christophe Averlan
- 2020 : Abusé de Franck Victor
- 2021 : Réplique d'Eliot Charpentier : la squatteuse

### Télévision
- 2012 : Au nom de la vérité, épisode Un odieux trafic d'Olivier Dorain : Manon

## Doublage

### Cinéma

#### Films
- Miley Cyrus dans (7 films) :
  - Hannah Montana, le film (2009) : Miley Stewart / Hannah Montana
  - La Dernière Chanson (2010) : Ronnie Miller
  - Sex and the City 2 (2010) : Miley Cyrus[n 1] (caméo)
  - Justin Bieber: Never Say Never (2011) : Miley Cyrus
  - Mademoiselle Détective (2012) : Molly Morris / Brooke Stonebridge
  - LOL USA (2012) : Lola[5]
  - The Night Before: Secret Party (2015) : Miley Cyrus[n 1]

- Dakota Fanning dans (4 films) :
  - La Guerre des mondes (2005) : Rachel Ferrier
  - Effie Gray (2014) : Euphemia « Effie » Gray
  - American Pastoral (2016) : Merry Levov
  - Les Guetteurs (2024) : Mina

- Lina Larissa Strahl dans (4 films) :
  - Bibi et Tina, le film (2014[n 2]) : Bibi Blocksberg
  - Bibi et Tina : Complètement ensorcelée ! (2014[n 2]) : Bibi Blocksberg
  - Bibi et Tina : Filles contre garçons (2016[n 2]) : Bibi Blocksberg
  - Bibi et Tina : Quel tohubohu (2017) : Bibi Blocksberg

- Britt Robertson dans (4 films) :
  - À la poursuite de demain (2015) : Casey Newton
  - Books of Blood (2020) : Jenna
  - Quand le destin s'en mêle (2022) : Carrie
  - The Merry Gentlemen (en) (2024) : Ashley Davis

- Sydney Park dans :
  - I Wish : Faites un vœu (2017) : Meredith
  - Killer Game (2021) : Makina Young
  - First Love (2022) : Ann Matienzo

- Bailee Madison dans :
  - Strangers: Prey at Night (2018) : Kinsey
  - A Week Away (2021) : Avery
  - Comme Cendrillon 6 : Graine de star (2021) : Finley Tremaine

- Emily Osment dans :
  - Spy Kids 2 : Espions en herbe (2002) : Gerti Giggles
  - Spy Kids 3 : Mission 3D (2003) : Gerti Giggles

- Bonnie Wright dans :
  - Harry Potter et la Coupe de feu (2005) : Ginny Weasley
  - Harry Potter et l'Ordre du Phénix (2007) : Ginny Weasley

- Dakota Blue Richards dans :
  - À la croisée des mondes : La Boussole d'or (2007) : Lyra Belacqua
  - Le Secret de Moonacre (2008) : Maria Merryweather

- AnnaSophia Robb dans :
  - La Montagne ensorcelée (2009) : Sara
  - Cet été-là (2013) : Susanna

- Amanda Michalka dans :
  - Super 8 (2011) : Jennifer « Jen » Kaznyk
  - Grace Unplugged (2013) : Gracie Trey

- Chloë Grace Moretz dans :
  - Dark Places (2015) : Diondra Wertzner, jeune
  - La Cinquième Vague (2016) : Cassie Sullivan

- Juno Temple dans :
  - Dans la brume du soir (2015) : Mackenzie
  - La Femme la plus détestée d'Amérique (2017) : Robin Murray O'Hair

- Bel Powley dans :
  - Carrie Pilby (2017) : Carrie Pilby
  - Undercover : Une histoire vraie (2018) : Dawn Wershe

- Kiernan Shipka dans :
  - The Silence (2019) : Ally Andrews
  - Red One (2024) : Grýla

- 1971[n 3] : L'Apprentie sorcière : Carrie Rawlins (Cindy O'Callaghan) (2e doublage)
- 1999[n 4] : Two Hands : Helen (Mariel McClorey)
- 2001 : Les Autres : Anne (Alakina Mann)
- 2001 : La Gardienne des secrets : ? (?)
- 2003 : Dickie Roberts, ex enfant star : Sally Finney (Jenna Boyd)
- 2004 : 30 ans sinon rien : Tom-Tom jeune (Alexandra Kyle)
- 2008 : Une nuit à New York : Tris (Alexis Dziena)
- 2008 : Les Babysitters : Nadine Woodberg (Halley Wegryn Gross)
- 2008 : Jeu fatal : Becky (Lydia Jordan)
- 2008 : Gran Torino : Ashley Kowalski (Dreama Walker)
- 2010 : Légion : L'Armée des anges : Audrey Anderson (Willa Holland)
- 2011 : Big Mamma : De père en fils : Jasmine (Portia Doubleday)
- 2011 : Attack the Block : Tia (Danielle Vitalis)
- 2012 : Tengo ganas de ti : Gin (Clara Lago)
- 2012 : Después de Lucía : Alejandra (Tessa Ia)
- 2014 : Les Sœurs Anderson : Beth Anderson (Georgie Henley)
- 2014 : Low Down : Amy Albany (Elle Fanning)
- 2014 : Si je reste : Liz (Ali Milner)
- 2015 : Kill Your Friends : Nikki (Ella Smith (en))
- 2015 : El Clan : Silvia Puccio (Giselle Motta)
- 2015 : Insidious : Chapitre 3 : Maggie (Hayley Kiyoko)
- 2015 : Quatre Rois : Lara (Jella Haase)
- 2015 : Kruel : Jo O'Hare (Kierney Nelson)
- 2016 : White Girl : Leah (Morgan Saylor)
- 2016 : Tramps : Ellie (Grace Van Patten)
- 2016 : L'histoire de José Aldo : Luiza (Paloma Bernardi)
- 2016 : Honey 3 : Nadine (Dena Kaplan)
- 2017 : XXX: Reactivated : Rebecca « Becky » (Nina Dobrev)
- 2017 : La Belle et la Bête : une des trois groupies de Gaston (Sophie Reid)
- 2017 : Sur les traces du passé : Adele (Petra Schmidt-Schaller)
- 2017 : The Detained : Taylor Hunt (Jennifer Robyn Jacobs)
- 2018 : Death Wish : Bethany (Kirby Bliss Blanton)
- 2018 : Step Sisters : Amber (Alessandra Torresani)
- 2018 : Pacific Rim: Uprising : Amara (Cailee Spaeny)
- 2018 : Love, Simon : Leah Burke (Katherine Langford)
- 2018 : The After Party : Amanda Paulson (Isabella Farrell)
- 2018 : Ruptures et Compagnie : Sepa (Ana Scotney)
- 2018 : A.X.L. : Sara (Becky G)
- 2018 : Mon premier combat : Nathalie (Jae Ponder)
- 2019 : Tu emmènerais qui sur une île déserte? : Celeste (Andrea Ros)
- 2019 : Cold Blood Legacy : La Mémoire du sang : la serveuse [Qui ?]
- 2019 : After : Chapitre 1 : Molly (Inanna Sarkis)
- 2019 : 4L : Ely (Susana Abaitua)
- 2019 : Chaud devant ! : Brynn (Brianna Hildebrand)
- 2019 : The Silence : Ally (Kiernan Shipka)
- 2020 : Les Nouveaux Mutants : Rahne Sinclair / Félina (Maisie Williams)
- 2020 : Holidate : Felicity (Nicola Peltz)
- 2021 : Moxie : CJ (Josie Totah)
- 2021 : Muppets Haunted Mansion : Janice (David Rudman) (voix) et voix additionnelles
- 2021 : Un doux désastre : Yolanda (Lena Urzendowsky)
- 2022 : Sex Nerd : Avery (Mika Abdalla)
- 2023 : Donjons et Dragons : L'Honneur des voleurs : Sofina, la sorcière rouge (Daisy Head)
- 2023 : The Flash : Patty Spivot (Saoirse-Monica Jackson)
- 2024 : Música (en) : Haley (Francesca Reale)
- 2024 : Lisa Frankenstein : Lisa (Kathryn Newton)
- 2024 : Twisters : Kate Carter (Daisy Edgar-Jones)
- 2024 : Menace en eaux profondes (en) : Meg (Hiftu Quasem)
- 2025 : Wolf Man : Charlotte Lovell (Julia Garner)
- 2025 : Lilo et Stitch : Nani Pelekaï (Sydney Agudong)[6]

#### Films d'animation
- 1971[n 3] : L'Apprentie sorcière : Carrie Rawlins[7]
- 1972[n 5] : Panda Petit Panda : Mimiko
- 1995[n 6] : Si tu tends l'oreille : Nao
- 1999 : La Mouette et le Chat : Félicité adolescente
- 1999 : Tarzan : Tantor enfant
- 2000 : Les Aventures de Tigrou : Petit Gourou
- 2001 : La Belle et le Clochard 2 : Clémence
- 2001 : Kuzco, l'empereur mégalo : Chaca
- 2002 : Lilo et Stitch : Lilo[n 7]
- 2002 : Les 101 Dalmatiens 2 : Sur la trace des héros : Penny
- 2003 : Le Livre de la jungle 2 : Shanti[7]
- 2003 : Stitch ! Le film : Lilo[n 7]
- 2003 : Mari Iyagi : Sook
- 2003 : Les Aventures de Porcinet : Petit Gourou
- 2004 : Mulan 2 : La Mission de l'Empereur : Sha-Ron
- 2004 : Le Pôle express : la jeune fille héroïne
- 2004 : Steamboy : Scarlett O'Hara St Johns
- 2004 : Les Aventures de Petit Gourou : Petit Gourou[7],[8]
- 2005 : Kuzco 2 : King Kronk : Chaca[7]
- 2005 : Lilo et Stitch 2 : Hawaï, nous avons un problème! : Lilo[n 8]
- 2005 : Tarzan 2 : Tantor enfant[7]
- 2006 : Leroy et Stitch : Lilo[9],[7],[n 7]
- 2006 : Franklin et le Trésor du lac : Samantha
- 2006 : Monster House : Jenny Bennett[n 9]
- 2006 : Piccolo, Saxo et Cie : Caisse Claire
- 2007 : Yobi, le renard à cinq queues : Yobi
- 2008 : Volt, star malgré lui : Penny[7],[n 10]
- 2008 : Madagascar 2 : voix additionnelles
- 2009 : Astro Boy : Cora[n 11]
- 2009 : Super Rhino : Penny[n 10] (court métrage)
- 2010 : Scooby-Doo : Abracadabra : Madelyn Dinkley
- 2011 : Colorful : Hiroka
- 2014 : Rio 2 : Carla
- 2015 : Premier rendez-vous ? : Tristesse (court métrage)
- 2016 : DC Super Hero Girls : Héroïne de l'année : Bumblebee / Hawkgirl
- 2016 : Le Petit Dinosaure : L'Expédition héroïque : Céra
- 2016 : Les Trolls : DJ Suki[10]
- 2017 : L'Étoile de Noël : Ruth le mouton
- 2017 : Lego DC Super Hero Girls : Rêve ou Réalité : Bumblebee
- 2017 : DC Super Hero Girls : Jeux intergalactiques : Bumblebee / Starfire
- 2017 : Lego Batman, le film : Phyllis
- 2018 : DC Super Hero Girls : Les Légendes de l'Atlantide : Bumblebee / Starfire / Hawkgirl
- 2018 : Lego DC Super Hero Girls : Le Collège des super-méchants : Bumblebee
- 2018 : Maya l'abeille 2 : Les Jeux du miel : Sandra
- 2019 : Zim l'envahisseur et le Florpus : Zoe
- 2019 : Ni no kuni : Kotona / Astrid
- 2021 : Seal Team : Une équipe de phoques ! (en) : Beth[n 12]
- 2024 : Piece by Piece : Gwen Stefani[10]

### Télévision

#### Téléfilms
- Paloma Kwiatkowski (en) dans :
  - Attirance interdite (2015) : Cathy Earnshaw
  - L'Instinct d'une mère (2016) : Emily Yates
  - L'Admirateur secret de Noël (2017) : Chey
  - Une princesse pour Noël (2017) : Chloé
  - La Boutique des secrets : Message postmortem (2017) : Deb Macbeth

- Bailee Madison dans :
  - Un goût de romance (2012) : Hannah Callahan
  - La Guerre des cookies (2012) : Daisy Royce
  - Il faut sauver Noël ! (en) (2014) : Clementine
  - Il faut sauver Noël ! 2 (en) (2015) : Clementine

- Miley Cyrus dans :
  - La Phénoménale Vie de palace d'Hannah Montana (2006) : Miley Stewart / Hannah Montana (épisode spécial cross-over)
  - La Vie de croisière ensorcelante d'Hannah Montana (2009) : Miley Stewart / Hannah Montana (épisode spécial cross-over)

- Chelsea Kane dans :
  - Chante, danse, aime (2013) : Harper, jeune
  - Au cœur de la tempête (2014) : Victoria

- Abby Ross (en) dans :
  - Les Dessous de Melrose Place (2015) : Tori Spelling
  - Les Dessous de Beverly Hills, 90210 (2015) : Tori Spelling

- Sammi Hanratty dans :
  - Les Enfants du péché : Les Racines du mal (2015) : Cindy Sheffield
  - The Saint (2016) : Zooey Valecross

- Sarah Fischer dans : 
  - Se méfier des apparences (2016) : Ashley
  - Le Mauvais Choix de ma meilleure amie (2021) : Lacey Montgomery

- Tatiana Le'Joy dans :
  - Le Déshonneur d'une miss (2023) : Tatum Stoyer
  - La Reine des manipulatrices (2023) : Parker Williams

- 2001 : Shirley Temple : La Naissance d'une star : Shirley Temple à 14 ans (Ashley Rose)
- 2007 : Dessine-moi une famille : Hollis Woods (Jodelle Ferland)
- 2011 : La Vidéo de la honte : Lexi Ross (Amanda Bauer)
- 2011 : Mystère à Salem Falls : Gillian Duncan (Amanda Michalka)
- 2012 : Ma mère est un robot : Maja Schreiber (Marie-Lou Bäumer)
- 2013 : Molly, une femme au combat : Molly Dawes (Lacey Turner)
- 2014 : Ma parole contre la leur : Frankie (Amy Bruckner)
- 2014 : Une inquiétante baby-sitter : Heather (India Eisley)
- 2014 : À l'épreuve du lycée : Ashley Evans (Danielle Chuchran)
- 2014 : Le Plus Beau char de Noël : Kelsey (Katherine Forrester)
- 2014 : Le Prince de minuit : Ruby (Helen Colliander)
- 2015 : Étudiante : Option escort : Katie Woods (Alyson Stoner)
- 2015 : Talons aiguilles et gueule de bois : Susa Klein (Lore Richter (de))
- 2015 : The Hollow : Marley (Sarah Dugdale)
- 2015 : Harcelée par mon médecin : Sophie Green (Brianna Joy Chomer)
- 2015 : Comment j'ai failli rater mon mariage : Tatiana (Clara Lago)
- 2016 : Croire en ses rêves : Nikki (Michelle DeFraites)
- 2016 : Quand Carly rencontre Andy : Sadie (Clancy Cauble)
- 2016 : Diagnostic : Délicieux : Olivia Ross (Tanya Chisholm)
- 2016 : Maman aussi ! : Mascha Rosemeyer (Marie Rosa Tietjen (de))
- 2017 : Une mère diabolique : Sydni Timmons (Kirby Bliss Blanton)
- 2018 : Ma famille sous surveillance : Rachel (Cinta Laura)
- 2019 : La Clef du mystère : April Meyer (Luca Bella)
- 2021 : Un océan de suspicion : Anne Wilson (Michaela Kurimsky (en))

#### Séries télévisées
- Britt Robertson dans (6 séries) :
  - Swingtown (2008) : Samantha Saxon (13 épisodes)
  - Three Rivers (2009) :  Brenda Stark (épisode 3)
  - Life Unexpected (2010-2011) : Lux Cassidy (26 épisodes)
  - Under the Dome (2013-2015) : Angie McAlister (15 épisodes)
  - The Rookie : Le Flic de Los Angeles (2022-2023) : Laura Stensen (saison 5)
  - The Rookie: Feds (2022-2023) : Laura Stensen (4 épisodes)

- Emily Osment dans (6 séries) :
  - Cleaners (en) (2013-2014) : Roxie (18 épisodes)
  - Mom (2015-2016) : Jodi (4 épisodes)
  - Almost Family (2019-2020) : Roxy Doyle (13 épisodes)
  - Pretty Smart (en) (2021) : Chelsea (10 épisodes)
  - Young Sheldon (2022-2024) : Mandy McAllister (19 épisodes)
  - Georgie and Mandy's First Marriage (depuis 2024) : Mandy McAllister

- Miley Cyrus dans (4 séries) :
  - Hannah Montana (2006-2011) : Miley Stewart / Hannah Montana (100 épisodes)
  - Mon oncle Charlie (2013) : Missi (saison 10, épisodes 4 et 7)
  - Crisis in Six Scenes (2016) : Lennie Dale (6 épisodes)
  - Black Mirror (2019) : Ashley O (saison 5, épisode 3)

- Samantha Marie Ware (en) dans (4 séries) :
  - Glee (2015) : Jane Hayward (saison 6)
  - Chicago Med (2017) : Julia (saison 2, épisode 15)
  - Bull (2017) : Lacey Adams (saison 2, épisode 7)
  - NCIS : Nouvelle-Orléans (2018) : Josie Hill (saison 4, épisode 13)

- Kiernan Shipka dans (4 séries) :
  - Les Nouvelles Aventures de Sabrina (2018-2020) : Sabrina Spellman (36 épisodes)
  - Riverdale (2021-2022) : Sabrina Spellman (saison 6, épisodes 4 et 19)
  - Swimming with Sharks (2022) : Lou Simms
  - White House Plumbers (en) (2023) : Kevan Hunt (mini-série)

- Charlyne Yi dans (4 séries) :
  - Lucifer (2018-2021) : Ray-Ray / Azraël (saison 3, épisode 25 et saison 5, épisode 16)
  - Good Girls (2020) : Lucy (saison 3, épisodes 1 et 5)
  - Le Cabinet de curiosités de Guillermo del Toro (2022) : Charlotte Xie (saison 1, épisode 7)
  - Bandits, bandits (2024) : Judy

- Sydney Park dans :
  - Phénomène Raven (2006) : Sydney (saison 4)
  - The Walking Dead (2016-2019) : Cyndie (12 épisodes)
  - Pretty Little Liars: The Perfectionists (2019) : Caitlin Park-Lewis (10 épisodes)

- Sarah Jeffery dans :
  - Shades of Blue (2016-2018) : Cristina Santos (36 épisodes)
  - X-Files : Aux frontières du réel (2018) : Brianna Stapleton (saison 11, épisodes 5 et 10)
  - Charmed (2018-2022) : Margareta « Maggie » Vera (72 épisodes)

- Rebecca et Camilla Rosso dans :
  - La Vie de palace de Zack et Cody (2006-2008) : Janice et Jessica Ellis (7 épisodes)
  - La Vie de croisière de Zack et Cody (2010) : Janice et Jessica Ellis (saison 2, épisode 23)

- Devyn Tyler (en) dans :
  - The Gates (2010) : Mia Mueller (6 épisodes)
  - Snowfall (2022-2023) : Veronique Turner (20 épisodes)

- Bailee Madison dans :
  - Les Sorciers de Waverly Place (2011) : Maxine Russo (saison 4)
  - Soupçon de magie (2015-2021) : Grace Russell (57 épisodes)

- Max Chadburn dans :
  - Continuum (2013-2014) : Hannah (saison 2, épisode 3 et saison 3, épisode 2)
  - Aftermath (en) (2016) : Tatiana (épisode 2)

- Abby Ross (en) dans :
  - Once Upon a Time (2014-2015) : Emma jeune (5 épisodes)
  - Legends of Tomorrow (2020) : Bonnie Parker (saison 5, épisode 10)
  - Supernatural (série télévisée) (2005-2020) : Hayden Foster (saison 12, épisode 16)

- Juno Temple dans :
  - Vinyl (2016) : Jamie Vine (10 épisodes)
  - Philip K. Dick's Electric Dreams (2017) : Emily (épisode 8)

- Francesca Reale dans : 
  - Haters Back Off (2016-2017) : Emily (16 épisodes)
  - Stranger Things (2019) : Heather Holloway (saison 3)

- Gideon Adlon dans :
  - When We Rise (2017) : Annie Jones adolescente (mini-série)
  - The Thing About Pam (2022) : Mariah Day (mini-série)

- Meg DeLacy (en) dans :
  - The Fosters (2017-2018[n 13]) : Grace Mullen (20 épisodes)
  - Stargirl (2020-2022) : Cynthia « Cindy » Burman / Shiv (30 épisodes)

- Liv Hewson dans :
  - Inhumans (2017) : Audrey (3 épisodes)
  - Santa Clarita Diet (2017-2019) : Abby Hammond (30 épisodes)

- Leonie Benesch dans :
  - Babylon Berlin (2017-2020) : Greta Overbeck (28 épisodes)
  - Les Secrets de Noël (de) (2019) : Lara (mini-série)

- 1976-1981[n 14] : Le Muppet Show : Janice (Richard Hunt) (voix), Hilda (Eren Ozker (en)) (voix), Mildred (Frank Oz) (voix), Florence Henderson (Florence Henderson) (saison 1, épisode 7) et Elke Sommer (Elke Sommer) (saison 3, épisode 19)
- 1999-2002 : Deuxième Chance : Zoe Manning (Meredith Deane (en)) (60 épisodes)
- 2002-2003 : 24 Heures chrono : Megan Matheson (Skye McCole Bartusiak) (8 épisodes)
- 2003-2005 : Méthode Zoé : Hannah Woodall (Aislinn Paul (en)) (36 épisodes)
- 2003-2006 : La Star de la famille : Hayley Shanowski (Macey Cruthird) (74 épisodes)
- 2004-2006 : Phil du futur : Pim Diffy (Amy Bruckner) (43 épisodes)
- 2005-2011 : Entourage : Sarah Gold (Cassidy Lehrman (en)) (18 épisodes)
- 2006 : Scrubs : Julie Quinn (Mandy Moore) (saison 5, épisodes 9 et 10)
- 2006-2007 : Lucky Louie : Lucy (Kelly Gould (en)) (13 épisodes)
- 2006-2007 : Les Experts : Hannah West (Juliette Goglia) (saison 6, épisode 18 et saison 8, épisode 7)
- 2006-2011 : Big Love : Rhonda Volmer (Daveigh Chase) (32 épisodes)
- 2007 : Cape Wrath : Jezebel Ogilvie (Ella Smith (en)) (8 épisodes)
- 2007-2009 : Retour à Lincoln Heights : Lizzie Sutton (Rhyon Nicole Brown (en)) (42 épisodes)
- 2007-2012 : Gossip Girl : Jenny Humphrey (Taylor Momsen) (88 épisodes)
- 2007-2013 : American Wives : Emmalin Holden (Caroline Pires puis Katelyn Pippy) (71 épisodes)
- 2008 : La Petite Dorrit : Fanny Dorrit (Emma Pierson) (14 épisodes)
- 2008-2012 : Les Feux de l'amour : Anastasia Hamilton (Jamia Simone Nash) (55 épisodes)
- 2008-2013 : La Vie secrète d'une ado ordinaire : Ashley Juergens (India Eisley) (91 épisodes)
- 2009 : Les Sorciers de Waverly Place : Chelsa (Kristi Lauren (en)) (saison 2, épisode 15)
- 2009 : Private Practice : une jeune malade à l'hôpital [Qui ?] (saison 2, épisode 18)
- 2009-2010 : Legend of the Seeker : L'Épée de vérité : Alice (Rose McIver) (saison 1, épisode 22) et Mika (Faye Kingslee) (saison 2, épisode 18)
- 2010 : Skins : Lara Lloyd (Georgia Henshaw (en)) (saison 3, épisode 7)
- 2010 : United States of Tara : Courtney (Zosia Mamet) (saison 2)
- 2011 : Mr. Sunshine : Heather (Portia Doubleday) (12 épisodes)
- 2011-2012 : Body of Proof : Heather Clayton (Meg Steedle) (saison 1, épisode 8), une fille (Alexandria Terry) (saison 2, épisode 1), Erika Loeb (Natalie Floyd) (saison 2, épisode 2) et Delia Cole (Ashanti Brown) (saison 2, épisode 14)
- 2011-2013 : Homeland : Dana Brody (Morgan Saylor) (36 épisodes)
- 2011-2014 : Borgia : Giulia Farnèse (Marta Gastini) (36 épisodes)
- 2012 : Les Frères Scott : Tara Richards (Chelsea Kane) (saison 9)
- 2012-2013 : Rizzoli and Isles : Cailin Martin (Emilee Wallace) (4 épisodes)
- 2013 : Justified : Roz (Alexandra Kyle (en)) (saison 4)
- 2013 : 90210 Beverly Hills : Nouvelle Génération : Michaela (Lyndon Smith (en)) (saison 5)
- 2013 : Being Human : Erin Shepherd (Lydia Doesburg) (saison 3)
- 2013 : Un flic d'exception : Natasha Radkovich (Stephanie Brait) (4 épisodes)
- 2013-2014 : Real Humans : 100 % humain : Betty (Happy Jankell (sv)) (4 épisodes)
- 2013-2015 : Bates Motel : Bradley Martin (Nicola Peltz) (14 épisodes)
- 2013-2015 : Banshee : Beaty (Chelsea Cardwell) (12 épisodes)
- 2014 : Molly, une femme au combat : Molly Dawes (Lacey Turner) (saison 1)
- 2014 : Castle : Jordan Gibbs (Hannah Marks) (saison 6, épisode 15)
- 2014 : The Driver : Katie McKee (Sacha Parkinson) (mini-série)
- 2014[n 15] : Les Héritiers : Katja (Maria Carmen Lindegaard) (saison 1)
- 2014 : Reckless : La Loi de Charleston : Alana Briggs (Onira Tares) (3 épisodes)
- 2014 : Enlisted : le soldat Park (Tania Gunadi) (13 épisodes)
- 2014 : Black Mirror : Jennifer (Natalia Tena) (saison 2, épisode 4)
- 2014 : Sons of Anarchy : Winsome (Inbar Lavi) (saison 7, épisodes 7 et 10)
- 2014-2015 : Heartless, la malédiction : Josefine (Julie Grundtvig Wester (de)) (8 épisodes)
- 2014-2015 : Mad Men : Carol (Juliette Angelo (nl)) (saison 7)
- 2015 : Killjoys : Carleen (Danka Scepanovic) (saison 1)
- 2015 : Meurtres à Sandhamn : Ebba Halvorsen (Liv LeMoyne) (saison 5, épisodes 1 à 3)
- 2015 : Sense8 : Bambie (Nicôle Lecky) (saison 1)
- 2015 : Squadra criminale : Sonia de Masi (Maria Roveran) (saison 1, épisode 4)
- 2015 : Project Mc² : McKeyla McAlister (Mika Abdalla) (1re voix)
- 2015-2016 : Between : Wiley Day (Jennette McCurdy) (12 épisodes)
- 2015-2017 : Teen Wolf : Hayden Romero (Victoria Moroles (en)) (17 épisodes)
- 2015-2017 : No Offence : Donna Calvert (Claudia Adshead) (6 épisodes)
- 2016 : Fear the Walking Dead : Vida (Veronica Diaz-Carranza) (saison 2, épisodes 4 et 5)
- 2016 : Grey's Anatomy : Maya Roberts (Samantha Isler) (saison 12, épisode 10)
- 2016 : Dead of Summer : Un été maudit : Jessica « Jessie » Tyler (Paulina Singer (en)) (10 épisodes)
- 2016 : Meurtres au paradis : Rosey Fabrice Hopper (Fola Evans-Akingbola (en)) (saison 5)
- 2016 : Roadies : Natalie Shane (Jacqueline Byers) (7 épisodes)
- 2016 : Les Enquêtes de Vera : Christine (Faye Marsay) (saison 6, épisode 1)
- 2016 : Jour polaire : Evelina Geatki (Maxida Märak (sv)) (5 épisodes)
- 2016 : Motive : Karis Fraser (Chanelle Peloso (en)) (saison 4, épisode 8)
- 2016-2017 : Gotham : Ivy « Pamela » Pepper (Maggie Geha (en)) (23 épisodes)
- 2016-2024 : Camp Kikiwaka : Lou (Miranda May) (2e voix, saisons 2 à 7 - 140 épisodes)
- 2017 : Hand of God : Natasha Wilson (Rachae Thomas) (saison 2)
- 2017-2018 : Famous in Love : Cassandra Perkins (Georgie Flores) (20 épisodes)
- 2017-2019 : Big Little Lies : Abigail Carlson / Max (Kathryn Newton) (17 épisodes)
- 2017-2019 : Greenhouse Academy : Jackie Sanders (Jessica Amlee) (25 épisodes)
- 2017-2021 : Harry Bosch : Shaz (Verona Blue) (10 épisodes)
- 2018 : Everything Sucks! : Jessica Betts (Nicole McCullough (de)) (7 épisodes)
- 2018 : A Very English Scandal : Lyn (Michelle Fox) (mini-série)
- 2018 : Le Prince de Peoria (en) : Summer et Autumn McCrary (Chelsea Summer et Brooke Star) (3 épisodes)
- 2018 : The Originals : Lisina (Alexis Louder (en)) (saison 5)
- 2018 : Camping (en) : Sol (Cheyenne Haynes (en)) (8 épisodes)
- 2018 : Good Doctor : Spirit Garcia (Lexi Underwood) (saison 1, épisode 15)
- 2018 : Chicago Med : Jamie Walker (Sarah Wisterman) (saison 3, épisode 8)
- 2018 : Flynn Carson et les Nouveaux Aventuriers : Aurora (Britney Young) (saison 4, épisode 10)
- 2018-2020 : Vida : Marisol Sanchez (Chelsea Rendon) (18 épisodes)
- 2018-2020 : Baby : Ludovica Storti (Alice Pagani) (18 épisodes)
- depuis 2018 : Notre grande famille : Bianca (Amanda Lindh (sv)) (2e voix)
- 2019 : Cloak and Dagger : Mikayla (Cecilia Leal) (saison 2)
- 2019 : V Wars : Elysse Chambers (Bo Martynowska) (3 épisodes)
- 2019 : Le Secret de Nick : Lisa Haddad (Josie Totah) (4 épisodes)
- 2019 : Mr. Mercedes : Danielle Sweeney (Meg Steedle (en)) (saison 3)
- 2019 : Nous, la Vague : Zazie Elsner (Michelle Barthel) (6 épisodes)
- 2019 : Better than Us : Larisa « Lara » Kuras (Mariya Lugovaya (en))
- 2019 : Looking for Alaska : Sara (Landry Bender) (mini-série)
- 2019-2020 : Dare Me : Elizabeth Ann « Beth » Cassidy (Marlo Kelly) (10 épisodes)
- 2019-2020 : Trinkets : Elodie Davis (Brianna Hildebrand) (20 épisodes)
- 2019-2020 : Black Lightning : le major Sara Grey (Katy O'Brian) (saison 3)
- 2019-2023 : Top Boy : Jaq (Jasmine Jobson) (25 épisodes)
- 2020 : Valeria : Noe (Dominga Bofill) (saison 1)
- 2020 : Le Nouveau Muppet Show (en) : la chef (Marina Michelson) (épisode 6)
- 2020 : Fargo : Swanee Capps (Kelsey Asbille) (saison 4)
- 2020 : Losing Alice : ? (?) (mini-série)
- 2020-2021 : Betty : Kirt (Nina Moran) (12 épisodes)
- 2020-2022 : The Wilds : Dot Campbell (Shannon Berry (en)) (18 épisodes)
- 2020-2022 : Control Z : Alejandra « Alex » Salomone (Samantha Acuña)
- 2020-2024 : Snowpiercer : Zarah Ferami (Sheila Vand) (30 épisodes)
- 2021 : Sex/Life : Judy (Alex Paxton-Beesley) (saison 1, épisodes 4 et 8)
- 2021 : Batwoman : Katherine « Kate » Kane / Circe Sionis (Wallis Day) (saison 2)
- 2021 : Nine Perfect Strangers : Zoe Marconi (Grace Van Patten) (mini-série)
- 2021 : Wakefield : Tessa Knight (Bessie Holland) (mini-série)
- 2021-2022 : Le Mystérieux Cercle Benedict : Martina Crowe (Saara Chaudry (en))
- 2021 / 2024 : AlRawabi School for Girls : Dina (Yara Mustafa) (saison 1) et Farah (Raneem Haithamm) (saison 2)
- 2021-2022 : Bloodlands (en) : Izzy Brannick (Lola Petticrew) (10 épisodes)
- 2022 : Au service du passé (en) : Maddie Davis (Lola Mae Loughran)
- 2022 : All of Us Are Dead : Park Mi-jin (Lee Eun-saem (en)) (11 épisodes)
- 2022 : Les Monstres de Cracovie : Alex (Barbara Liberek)
- 2022 : Yakamoz S-245 : Yonca (Ece Çeşmioğlu (tr))
- 2022 : Kleo : Kleo Straub (Jella Haase)
- 2022 : Glitch (en) : Heo Bo-ra (Nana)
- 2022 : Somebody : Yoon [Qui ?]
- 2022 : The First Lady : Susan Ford (Dakota Fanning) (mini-série)
- 2022 : Dirty Lines (nl) : ? (?)
- 2022-2023 : Bienvenidos a Edén : Mayka (Lola Rodríguez) (16 épisodes)
- 2023 : Vikings: Valhalla : Eleana (Sofya Lebedeva (ru))
- 2023 : Luden : Les Rois du quartier rouge (de) : Manu (Lena Urzendowsky)
- 2023 : El silencio : Marta Ortega Saiz (Cristina Kovani) (mini-série)
- 2023 : Les Muppets Rock (en) : Janice (David Rudman) (voix)
- 2023 : Deadloch : ? (?)
- 2023 : La Loi de la plus forte (en) : Jade (Liza Treyger)
- 2023 : Power Rangers : Cosmic Fury : Solon (Josephine Davison (en))
- 2023 : Good Omens : Elspeth (Abigail Lawrie (en)) (saison 2, épisode 3)
- 2023 : Everything Now : Carli (Jessie Mae Alonzo (en))
- 2023 : Erin et Aaron : Becca (Charley Rowan McCain)
- 2024 : Masters of the Air : Alexandra « Sandra » Wingate (Bel Powley) (mini-série)
- 2024 : Maxton Hall : Le monde qui nous sépare : Ember Bell (Runa Greiner (de))
- 2024 : Le Décaméron : Misia (Saoirse-Monica Jackson) (mini-série)
- 2024 : Adorazione (en) : Arianna (Nicol Castagna)
- 2025 : The Pitt : l'infirmière Perlah Alawi (Amielynn Abellera)
- 2025 : The Last of Us : Abby Anderson (en) (Kaitlyn Dever) (saison 2)
- 2025 : Tracker : Beth (Brenna Llewellyn (en)) (saison 2, épisode 12)

#### Séries d'animation
- 2001 : La Légende de Tarzan : Tantor enfant
- 2003-2006 : Lilo et Stitch, la série : Lilo Pelekaï
- 2005-2006 : Yakari : Arc-en-ciel (1re voix)
- 2006-2008 : Kuzco, un empereur à l'école : Chaca
- 2006-2013 : Manny et ses outils : Siscie
- 2007-2008 : Animalia : Allegra
- 2007 : Tom et Jerry Tales : la maîtresse de Tom (épisode Présentez votre animal domestique)
- 2008 : Rosie et Fuzz : Rosie[11]
- 2008-2018 : Magic : Léa
- 2009 : Claude l'ours polaire : Claude
- 2010 : Le Petit Prince : Jouna (Planète du Gargand)
- 2010-2013 : Bakuman. : Aiko Iwase
- 2010 : La Ligue des justiciers : Nouvelle Génération : Rocket (en), Cassandra Sandsmark / Wonder Girl[n 16], Wendy Harris (2e voix), Tupence Terror (2e voix), Andie Murphy / Mist et voix additionnelles
- 2011 : Ben 10: Ultimate Alien : Unice, la copine de Pierce
- 2011 : Wakfu : Alia (saison 2, épisode 16)
- 2011-2013 : Green Lantern : Ghia'ta et Vinessa Swelter
- 2011-2013 : Nini Patalo : Nini
- 2012 : Ben 10: Omniverse : Ester, Jeune Alien (épisode 5)
- 2012-2017 : Maya l'abeille : Ben
- 2013 : Club Penguin : Loup d'or
- 2014-2016 : Les Végétaloufs dans la place : Junior Asperge, Laura Carotte, Pétunia Rhubarbe et Mme Blueberry, la Bleuet
- 2014-2017 : Roi Julian ! L'Élu des lémurs : Becca
- 2015 : Zip Zip : Eugénie
- 2015-2017 : Dora and Friends : Au cœur de la ville : Emma et voix additionnelles
- 2015-2018 : DC Super Hero Girls : Bumblebee
- 2015-2020 : Thunderbirds : Les Sentinelles de l'air : Kayo
- 2017-2021 : La Bande à Picsou : Zaza
- 2018 : Sirius the Jaeger (en) : Ryōko Naoe
- 2018 : Luo Bao Bei (en) : Luo Bao Bei
- 2018-2020 : She-Ra et les Princesses au pouvoir : Scintilla
- 2019-2021 : Bless the Harts (en) : Violet Hart
- 2020 : Coache-moi si tu peux : Maya
- 2020 : Chien Pourri : Sanchichi, Chakira et Barbara
- 2020-2021 : Comptinie-les-oies (en) : la vache
- 2020-2022 : Madagascar : La Savane en délire (en) : Melman
- 2021 : Maya, princesse guerrière (en) : la princesse Maya (mini-série)
- 2021 : 86: Eighty-Six : Frederica Rosenfort
- 2021-2023 : Les Croods, (pré)histoires de famille (en) : Aurore Betterman
- depuis 2021 : Super-Sourde (en) : Cece / El-Deafo
- depuis 2021 : Monstres et Cie : Au travail : Alexander
- depuis 2021 : Gabby et la Maison magique : Polochat
- depuis 2021 : Horimiya : Kyōko Hori
- 2022 : Le Monde de Karma (en) : Sam Murphy
- depuis 2022 : Hamster et Gretel : Veronica Hill et Mme Maybank
- 2023 : Captain Laserhawk: A Blood Dragon Remix : Sarah
- 2023 : My Daemon (en) : Azuma Ando
- 2023 : Diable malgré lui : Samaël
- 2024 : Beastars : Chloe (saison 3)

### Jeux vidéo
- 2002 : Lilo et Stitch : Ouragan sur Hawaï : Lilo
- 2005 : Kingdom Hearts 2 : Naminé
- 2008 : Volt, star malgré lui : Penny
- 2011 : DC Universe Online : Harley Quinn
- 2013 : Dead Space 3 : Jennifer Santos
- 2014 : Dragon Age: Inquisition : Oratrice Anaïs
- 2017 : Mass Effect: Andromeda : Keri T'Vessa
- 2017 : Assassin's Creed Origins : voix additionnelles
- 2018 : The Walking Dead: The Final Season : Violet
- 2020 : Watch Dogs: Legion : Lauren, Sharon Underwood et voix additionnelles
- 2021 : Vertigo : Faye & Veronica
- 2022 : League of Legends : Zeri, l'Étincelle de Zaun
- 2022 : Valorant : Neon
- 2022 : Cookie Run: Kingdom : Cookie Mala
- 2023 : Atomic Heart : Nora le réfrigérateur
- 2023 : Marvel's Midnight Suns : Nico Minoru
- 2023 : Advance Wars 1+2: Re-Boot Camp : ?
- 2023 : Diablo IV : ?
- 2023 : Final Fantasy XVI : Jote
- 2023 : Cyberpunk 2077 : Phantom Liberty : Lina Malina
- 2024 : Suicide Squad: Kill the Justice League : Hack
- 2024 : Skull and Bones : ?
- 2024 : Supervive : Joule
- 2024 : Final Fantasy XIV : Prishe Of The Distant Chains

### Direction artistique

#### Séries télévisées
- 2023 : Erin et Aaron
- 2024 : The Sticky

## Voix off
- France 2 : bandes-annonces (depuis 2023)

### Livre audio
- 2004 : Zazie dans le métro : Zazie
- 2013: Dolly Bibble et la plus belle histoire du monde.